# Gastón Needleman
Gastón Needleman (Mendoza, Argentina) es un Maestro Internacional de ajedrez argentino quien en el año 2005 con tan solo 15 años logra vencer a quien fuera campeón mundial Anatoly Karpov, en el festival Miguel Najdorf.
Ha obtenido una norma que lo acerca a ser Gran Maestro. Su padre Alejandro también es Maestro Internacional. Su madre, Carla Adriana Herrera, ha integrado el equipo olímpico argentino en diversas oportunidades.